# ГАМК-шунт
ГАМК-шунт — это альтернативный вариант ЦТК, характерный для нервной ткани. Он также функционирует в растениях, где активируется в стрессовых условиях, например при недостатке кислорода.
Последовательность превращений ГАМК-шунта следующая:
1. превращение α-кетоглутарата в глутамат под воздействием глутаматдегидрогеназы
2. декарбоксилирование глутамата с образованием ГАМК (ω-декарбоксилирование)
3. образование янтарного полуальдегида из ГАМК, катализируемое ГАМК-трансаминазой
4. окисление янтарного полуальдегида специфической дегидрогеназой до сукцината, который далее окисляется в ЦТК

Таким образом, ГАМК-шунт отличается от универсальной последовательности ЦТК тем, что в нём отсутствует образование сукцинил-КоА, связанное с субстратным фосфорилированием, но появляется возможность синтезировать нейромедиатор ГАМК.
Подобные механизмы наиболее ярко проявляются в глутамат- и ГАМК-ергических нейронах и окружающих их астроцитах.